# Temple Trees
Temple Trees est la résidence officielle du Premier ministre du Sri Lanka, située à Colombo. Plusieurs présidents ont également utilisé le bâtiment comme résidence officielle. 

## Histoire

### Débuts
L'histoire de Temple Tree remonte au début du XIXe siècle. Sa possession est passée par les mains de plusieurs administrateurs et commerçants britanniques. Il appartenait entre 1830 et 1834 à John Walbeoff, de la fonction publique britannique, qui dirigeait le département de la cannelle de Ceylan. 
Christopher Elliott M.D. acheta la maison en 1848. Il était également propriétaire et éditeur du Colombo Observer, qui devint plus tard The Ceylon Observer. Pendant la rébellion de Matale, ce fut le point focal de la campagne publique contre les excès du gouverneur Torrington. 
En 1856, Temple Trees fut vendu à John Philip Green qui lui donna son nom la même année en référence aux arbres du temple qui poussaient autour du bâtiment.

### Acquisition par le gouvernement
La maison fut achetée par le gouvernement britannique de Ceylan et devint la résidence du secrétaire aux Colonies. En 1948, il devint la résidence des Premiers ministres de Ceylan. Certains préférèrent résider chez eux et n'utiliser Temple Trees qu'à des fins officielles comme Solomon Bandaranaike, qui fut assassiné alors qu'il était dans sa résidence privée à Rosmead Place, et Ranil Wickremesinghe. 
Temple Trees a pris une place centrale dans de nombreux épisodes de l'histoire moderne du Sri Lanka. Lors de la tentative de coup d'État de Ceylan en 1962 par des officiers supérieurs de la police et des réservistes, Temple Trees était la cible principale. Les dirigeants du coup d'État furent amenés à Temple Trees pour y être interrogés. 
Elle devint de nouveau un refuge pour Sirimavo Bandaranaike dans la nuit du 4 avril 1971 après la découverte d'une tentative d'assassinat qui devait avoir lieu dans sa résidence privée à Rosmead Place, au début de l'insurrection de 1971. De nombreux ministres du Cabinet se réfugièrent également à Temple Trees, qui devint rapidement le principal centre de commandement de toutes les opérations militaires contre l'insurrection. 
Depuis les années 1970, Temple Trees est fortement gardé. De nombreuses routes et terrains alentour ont été interdits en raison de la guerre civile. 
Temple Trees a été la résidence officielle de tous les Premiers ministres du Parti national uni. Après 1994, les présidents du Parti de la liberté l'ont utilisé comme résidence alors que les Premiers ministres de ce parti étaient installés à Visumpaya . 
Le 9 juillet 2022, au cours de la crise politique qui déchire le pays, le bâtiment est pris d'assaut par des manifestants qui exigent la démission du président Gotabaya Rajapaksa et du Premier ministre Ranil Wickremesinghe et partiellement incendié.

## Liste des occupants de Temple Trees
- 1948 -1952 Don Stephen Senanayake
- 1952 -1956 Dudley Senanayake
- 1956-1959 Solomon Bandaranaike
- 1959 -1960 Wijayananda Dahanayake
- 1960 -1960 Dudley Senanayake
- 1960 -1965 Sirimavo Bandaranaike
- 1965 -1970 Dudley Senanayake
- 1970 -1977 Sirimavo Bandaranaike
- 1977 -1978 Junius Richard Jayewardene
- 1978 -1989 Ranasinghe Premadasa
- 1989 -1993 Dingiri Banda Wijetunga
- 1993 -1994 Ranil Wickremesinghe
- 1994-2001 Chandrika Kumaratunga (y vivait comme Première ministre puis présidente), le Premier ministre résidait dans sa résidence privée de Horagolla Walauwa
- 2001-2004 Ranil Wickramasinghe
- 2004-2015 Mahinda Rajapaksa (y vivait comme président ), le premier ministre utilisa Visumpaya
- 2015-2019 Ranil Wickremesinghe
- 2019-2022 Mahinda Rajapaksa
- 2002 Ranil Wickremesinghe